# Tianhe-I
Pour les articles homonymes, voir Tianhe.

Tianhe-I (chinois simplifié : 天河一号 ; chinois traditionnel : 天河一號 ; pinyin : Tiānhé yīhào ; litt. « rivière céleste (bande laiteuse de la voie lactée) n°1 ») est un supercalculateur du National Supercomputing Center, à Tianjin en Chine. Il est, en 2010, l’un des rares supercalculateurs dans le monde capable de dépasser la barre du pétaFLOPS,.
En octobre 2010, une version améliorée de la machine (Tianhe-1A) est devenue le supercalculateur le plus rapide au monde, capable de soutenir une vitesse de calcul de 2,5 pétaFLOPS, devant le supercalculateur Jaguar avant d’être dépassé en 2011 par l'ordinateur K japonais ayant une puissance de 8,162 pétaFLOPS. Le Tianhe-I est exploité comme un système en libre accès pour la recherche scientifique ayant besoin de calculs à grande échelle et utilise un système d’exploitation Linux,.
En juin 2013, son successeur Tianhe-2, plus de dix fois plus puissant, est également devenu le supercalculateur le plus puissant du monde avec 33,86 pétaFLOPS.

## Historique
Tianhe-I a été développé par l’université nationale de technologie de défense (National University of Defense Technology (NUDT)) à Changsha, dans le Hunan. Son existence a été révélée au public le 29 octobre 2009, et il a été immédiatement classé cinquième superordinateur le plus rapide au monde dans la liste TOP500 communiquée lors de la conférence Supercomputing 2009 (SC09) qui s’est tenue à Portland, dans l’Oregon, le 16 novembre 2009. Tianhe avait atteint une puissance effective sur un test de type Linpack de 563 téraFLOPS lors de son premier test d’entrée au TOP500 par rapport à une puissance crête de 1,2 pétaFLOPS. Ainsi, au départ, le système avait un rendement de 46 %,.
À l’origine, Tianhe-I était équipé de 4 096 processeurs Intel Xeon E5540 et 1 024 processeurs Intel Xeon E5450 avec 5 120 processeurs graphiques AMD. Après l’amélioration, il est équipé de 14 336 processeurs Xeon X5670 et de 7 168 processeurs graphiques Nvidia Tesla M2050. Des processeurs 2 048 NUDT FT1000 sont aussi installés dans le système, mais leur puissance de calcul n’a pas été prise en compte dans les statistiques officielles d’octobre 2010.
Le supercalculateur est resté hors-ligne du 13 au 17 août 2015 à la suite de la terrible explosion survenue le 13 au soir à Tianjin, ville portuaire située près de la capitale chinoise. La machine n'a pas été endommagée mais a été éteinte à titre de précaution.